# Pandemia de COVID-19 en Beni (Bolivia)
La pandemia de COVID-19 en Beni, departamento de Bolivia, llegó al el 20 de abril de 2020. Los primeros casos se detectaron en la ciudad de Trinidad (capital departamental).

## Antecedentes
El 20 de abril de 2020, se detectaron los 2 primeros casos de coronavirus en el Departamento del Beni.
El primer caso se trataba de un mototaxista de la ciudad de Trinidad de 67 años de edad que presentaba síntomas de COVID-19. El hombre había sido contagiado por su yerno, quien era un transportista interdepartamental de alimentos y el cual se presume que durante sus viajes, habría contraído el virus en la ciudad de Montero, que hasta esa fecha era uno de los principales epicentros del contagio masivo en el Departamento de Santa Cruz. El mototaxista falleció la noche de ese mismo día.
El segundo caso detectado en el Departamento del Beni, se trataba de una profesora embarazada de 29 años de edad proveniente del municipio beniano de San Borja. La mujer empezó a presentar síntomas en la ciudad de Trinidad. Nunca se supo como se contagió. Días después se recuperó y se le dio de alta médica.

## Estadísticas
| Número | Municipio            | Primer Caso Reportado | Primer Fallecido Reportado | Primer Recuperado Reportado |
| ------ | -------------------- | --------------------- | -------------------------- | --------------------------- |
| 1°     | Trinidad             | 20 de abril           | 21 de abril                | 8 de mayo                   |
| 2°     | San Ignacio de Moxos | 25 de abril           |                            | -                           |
| 3°     | Guayaramerin         | 3 de mayo             | 22 de mayo                 |                             |
| 4°     | San Andrés           | 13 de mayo            |                            |                             |
| 5°     | Riberalta            | 20 de mayo            |                            |                             |
| 6°     | Santa Ana de Yacuma  | 20 de mayo            | 30 de julio                | 17 de julio                 |
| 7°     | San Ramón            | 20 de mayo            | 22 de mayo                 |                             |
| 8°     | San Borja            | 21 de mayo            |                            |                             |
| 9°     | Exaltación           | 1 de junio            | 27 de julio                |                             |
| 10°    | San Joaquín          | 1 de junio            |                            |                             |
| 11°    | Loreto               | 3 de junio            |                            |                             |
| 12°    | Rurrenabaque         | 23 de junio           | 31 de julio                | 8 de julio                  |

### Municipios con Desastre Sanitario
El primer municipio beniano en declarar desastre sanitario fue el municipio de Trinidad. Cabe recordar, que el virus llegó a dicho municipio el 20 de abril de 2020 y el Sistema de Salud Trinitario llegó a aguantar 30 días (1 mes) en su lucha contra la pandemia del Coronavirus, cuando el 20 de mayo de 2020, Trinidad declara a nivel nacional el desastre de su sistema de salud.
El 27 de mayo de 2020, Guayaramerin fue el segundo municipio en declarse a nivel nacional en situación desastre sanitario, luego de que el sistema de Salud Guayaramerinense aguantara solo 24 días y quede colapsado. Ese mismo día, el municipio de San Andrés también se declaró en desastre sanitario después de que su sistema de salud quedara colapsado.
| Número | Municipio    | Declara Desastre Sanitario | Con número de casos confirmados |
| ------ | ------------ | -------------------------- | ------------------------------- |
| 1°     | Trinidad     | 20 de mayo                 | 798                             |
| 2°     | Guayaramerin | 26 de mayo                 | 34                              |
| 3°     | San Andrés   | 26 de mayo                 | 11                              |

### Historial de casos diariamente por municipios

#### Abril
| 20 de abril | 2  | 2  | (2) Trinidad                           |
| 21 de abril | 0  | 2  | -                                      |
| 22 de abril | 0  | 2  | -                                      |
| 23 de abril | 0  | 2  | -                                      |
| 24 de abril | 31 | 33 | (31) Trinidad                          |
| 25 de abril | 6  | 39 | (5) Trinidad, (1) San Ignacio de Moxos |
| 26 de abril | 18 | 57 | (18) Trinidad                          |
| 27 de abril | 5  | 62 | (5) Trinidad                           |
| 28 de abril | 1  | 63 | (1) Trinidad                           |
| 29 de abril | 4  | 67 | (4) Trinidad                           |
| 30 de abril | 0  | 67 | -                                      |

#### Mayo
| 1 de mayo  | 16  | 83 | (16) Trinidad |
| 2 de mayo  | 108 |    |               |
| 3 de mayo  | 21  |    |               |
| 4 de mayo  | 0   |    |               |
| 5 de mayo  | 0   |    |               |
| 6 de mayo  | 0   |    |               |
| 7 de mayo  | 19  |    |               |
| 8 de mayo  | 81  |    |               |
| 9 de mayo  | 0   |    |               |
| 10 de mayo | 2   |    | Trinidad (2)  |
| 11 de mayo | 75  |    |               |
| 12 de mayo | 0   |    |               |
| 13 de mayo | 47  |    |               |
| 14 de mayo | 73  |    |               |
| 15 de mayo | 39  |    |               |
| 16 de mayo | 3   |    |               |
| 17 de mayo | 0   |    |               |
| 18 de mayo | 30  |    |               |
| 19 de mayo | 98  |    |               |
| 20 de mayo | 154 |    |               |
| 21 de mayo | 69  |    |               |
| 22 de mayo | 113 |    |               |
| 23 de mayo | 82  |    |               |
| 24 de mayo | 0   |    |               |
| 25 de mayo | 45  |    |               |
| 26 de mayo | 100 |    |               |
| 27 de mayo | 113 |    |               |
| 28 de mayo | 151 |    |               |
| 29 de mayo | 70  |    |               |
| 30 de mayo | 131 |    |               |
| 31 de mayo | 102 |    |               |

#### Junio
| 1 de junio  | 76  |  | Trinidad (2) |
| 2 de junio  | 80  |  |              |
| 3 de junio  | 136 |  |              |
| 4 de junio  | 177 |  |              |
| 5 de junio  | 150 |  |              |
| 6 de junio  | 44  |  |              |
| 7 de junio  | 39  |  |              |
| 8 de junio  | 54  |  |              |
| 9 de junio  | 127 |  |              |
| 10 de junio | 86  |  | Trinidad (2) |
| 11 de junio | 31  |  |              |
| 12 de junio | 118 |  |              |
| 13 de junio | 17  |  |              |
| 14 de junio | 10  |  |              |
| 15 de junio | 8   |  |              |
| 16 de junio | 32  |  |              |
| 17 de junio | 134 |  |              |
| 18 de junio | 198 |  |              |
| 19 de junio | 147 |  |              |
| 20 de junio | 108 |  |              |
| 21 de junio | 32  |  |              |
| 22 de junio | 66  |  |              |
| 23 de junio | 106 |  |              |
| 24 de junio | 102 |  |              |
| 25 de junio |     |  |              |
| 26 de junio |     |  |              |
| 27 de junio |     |  |              |
| 28 de junio |     |  |              |
| 29 de junio |     |  |              |
| 30 de junio |     |  |              |

## Coronavirus en Trinidad
El 20 de abril de 2020, se detectaron en Trinidad los 2 primeros casos de Coronavirus en el municipio. Los afectados eran una mujer de 29 años y un hombre de 67 años de edad. La primera persona que murió a causa del Coronavirus, falleció esa misma noche, pero fue reportado oficialmente al día siguiente (21 de abril).

### Abril
| Coronavirus en TRINIDAD durante abril | Coronavirus en TRINIDAD durante abril | Coronavirus en TRINIDAD durante abril | Coronavirus en TRINIDAD durante abril | Coronavirus en TRINIDAD durante abril | Coronavirus en TRINIDAD durante abril | Coronavirus en TRINIDAD durante abril |
| Fecha                                 | Nuevos Casos                          | TOTAL Casos Confirmados               | Nuevos Fallecidos                     | TOTAL Fallecidos Confirmados          | Nuevos Recuperados                    | TOTAL Recuperados Confirmados         |
| ------------------------------------- | ------------------------------------- | ------------------------------------- | ------------------------------------- | ------------------------------------- | ------------------------------------- | ------------------------------------- |
| 20 de abril                           | 2                                     | 2                                     | 0                                     | 0                                     | 0                                     | 0                                     |
| 21 de abril                           | 0                                     | 2                                     | 1                                     | 1                                     | 0                                     | 0                                     |
| 22 de abril                           | 0                                     | 2                                     | 0                                     | 1                                     | 0                                     | 0                                     |
| 23 de abril                           | 0                                     | 2                                     | 0                                     | 1                                     | 0                                     | 0                                     |
| 24 de abril                           | 31                                    | 33                                    | 0                                     | 1                                     | 0                                     | 0                                     |
| 25 de abril                           | 5                                     | 38                                    | 0                                     | 1                                     | 0                                     | 0                                     |
| 26 de abril                           | 18                                    | 56                                    | 0                                     | 1                                     | 0                                     | 0                                     |
| 27 de abril                           | 5                                     | 61                                    | 0                                     | 1                                     | 0                                     | 0                                     |
| 28 de abril                           | 1                                     | 62                                    | 0                                     | 1                                     | 0                                     | 0                                     |
| 29 de abril                           | 4                                     | 66                                    | 0                                     | 1                                     | 0                                     | 0                                     |
| 30 de abril                           | 0                                     | 66                                    | 0                                     | 1                                     | 0                                     | 0                                     |

### Mayo
| Coronavirus en TRINIDAD durante mayo | Coronavirus en TRINIDAD durante mayo | Coronavirus en TRINIDAD durante mayo | Coronavirus en TRINIDAD durante mayo | Coronavirus en TRINIDAD durante mayo | Coronavirus en TRINIDAD durante mayo | Coronavirus en TRINIDAD durante mayo |
| Fecha                                | Nuevos Casos                         | TOTAL Casos Confirmados              | Nuevos Fallecidos                    | TOTAL Fallecidos Confirmados         | Nuevos Recuperados                   | TOTAL Recuperados Confirmados        |
| ------------------------------------ | ------------------------------------ | ------------------------------------ | ------------------------------------ | ------------------------------------ | ------------------------------------ | ------------------------------------ |
| 1 de mayo                            | 16                                   | 82                                   | 2                                    | 3                                    | 0                                    | 0                                    |
| 2 de mayo                            | 108                                  | 190                                  | 1                                    | 4                                    | 0                                    | 0                                    |
| 3 de mayo                            | 20                                   | 210                                  | 2                                    | 6                                    | 0                                    | 0                                    |
| 4 de mayo                            | 0                                    | 210                                  | 0                                    | 6                                    | 0                                    | 0                                    |
| 5 de mayo                            | 0                                    | 210                                  | 1                                    | 7                                    | 0                                    | 0                                    |
| 6 de mayo                            | 0                                    | 210                                  | 1                                    | 8                                    | 0                                    | 0                                    |
| 7 de mayo                            | 19                                   | 229                                  | 8                                    | 16                                   | 0                                    | 0                                    |
| 8 de mayo                            | 80                                   | 309                                  | 3                                    | 19                                   | 1                                    | 1                                    |
| 9 de mayo                            | 0                                    | 309                                  | 4                                    | 23                                   | 0                                    | 1                                    |
| 10 de mayo                           | 2                                    | 311                                  | 0                                    | 23                                   | 0                                    | 1                                    |
| 11 de mayo                           | 74                                   | 385                                  | 2                                    | 25                                   | 0                                    | 1                                    |
| 12 de mayo                           | 0                                    | 385                                  | 1                                    | 26                                   | 0                                    | 1                                    |
| 13 de mayo                           | 41                                   | 426                                  | 3                                    | 29                                   | 0                                    | 1                                    |
| 14 de mayo                           | 69                                   | 495                                  | 6                                    | 35                                   | 0                                    | 1                                    |
| 15 de mayo                           | 36                                   | 531                                  | 4                                    | 39                                   | 3                                    | 4                                    |
| 16 de mayo                           | 3                                    | 534                                  | 0                                    | 39                                   | 0                                    | 4                                    |
| 17 de mayo                           | 0                                    | 534                                  | 1                                    | 40                                   | 0                                    | 4                                    |
| 18 de mayo                           | 28                                   | 562                                  | 1                                    | 41                                   | 0                                    | 4                                    |
| 19 de mayo                           | 95                                   | 657                                  | 6                                    | 47                                   | 0                                    | 4                                    |
| 20 de mayo                           | 141                                  | 798                                  | 7                                    | 54                                   | 0                                    | 4                                    |
| 21 de mayo                           | 60                                   | 858                                  | 3                                    | 57                                   | 0                                    | 4                                    |
| 22 de mayo                           | 106                                  | 964                                  | 7                                    | 64                                   | 0                                    | 4                                    |
| 23 de mayo                           | 82                                   | 1046                                 | 1                                    | 65                                   | 0                                    | 4                                    |
| 24 de mayo                           | 0                                    | 1046                                 | 4                                    | 69                                   | 0                                    | 4                                    |
| 25 de mayo                           | 40                                   | 1086                                 | 1                                    | 70                                   | 3                                    | 7                                    |
| 26 de mayo                           | 99                                   | 1185                                 | 5                                    | 75                                   | 1                                    | 8                                    |
| 27 de mayo                           | 103                                  | 1288                                 | 3                                    | 78                                   | 0                                    | 8                                    |
| 28 de mayo                           | 75                                   | 1363                                 | 3                                    | 81                                   | 0                                    | 8                                    |
| 29 de mayo                           | 65                                   | 1428                                 | 2                                    | 83                                   | 0                                    | 8                                    |
| 30 de mayo                           | 123                                  | 1551                                 | 1                                    | 84                                   | 0                                    | 8                                    |
| 31 de mayo                           | 65                                   | 1616                                 | 3                                    | 87                                   | 0                                    | 8                                    |

### Junio
| Coronavirus en TRINIDAD durante junio | Coronavirus en TRINIDAD durante junio | Coronavirus en TRINIDAD durante junio | Coronavirus en TRINIDAD durante junio | Coronavirus en TRINIDAD durante junio | Coronavirus en TRINIDAD durante junio | Coronavirus en TRINIDAD durante junio |
| Fecha                                 | Nuevos Casos                          | TOTAL Casos Confirmados               | Nuevos Fallecidos                     | TOTAL Fallecidos Confirmados          | Nuevos Recuperados                    | TOTAL Recuperados Confirmados         |
| ------------------------------------- | ------------------------------------- | ------------------------------------- | ------------------------------------- | ------------------------------------- | ------------------------------------- | ------------------------------------- |
| 1 de junio                            | 68                                    | 1684                                  | 0                                     | 87                                    | 0                                     | 8                                     |
| 2 de junio                            | 66                                    | 1750                                  | 5                                     | 92                                    | 0                                     | 8                                     |
| 3 de junio                            | 90                                    | 1840                                  | 6                                     | 98                                    | 2                                     | 10                                    |
| 4 de junio                            | 169                                   | 2009                                  | 1                                     | 99                                    | 4                                     | 14                                    |
| 5 de junio                            |                                       |                                       |                                       |                                       |                                       |                                       |
| 6 de junio                            |                                       |                                       |                                       |                                       |                                       |                                       |
| 7 de junio                            |                                       |                                       |                                       |                                       |                                       |                                       |
| 8 de junio                            |                                       |                                       |                                       |                                       |                                       |                                       |
| 9 de junio                            |                                       |                                       |                                       |                                       |                                       |                                       |
| 10 de junio                           |                                       |                                       |                                       |                                       |                                       |                                       |
| 11 de junio                           |                                       |                                       |                                       |                                       |                                       |                                       |
| 12 de junio                           |                                       |                                       |                                       |                                       |                                       |                                       |
| 13 de junio                           |                                       |                                       |                                       |                                       |                                       |                                       |
| 14 de junio                           |                                       |                                       |                                       |                                       |                                       |                                       |
| 15 de junio                           |                                       |                                       |                                       |                                       |                                       |                                       |
| 16 de junio                           |                                       |                                       |                                       |                                       |                                       |                                       |
| 17 de junio                           |                                       |                                       |                                       |                                       |                                       |                                       |
| 18 de junio                           |                                       |                                       |                                       |                                       |                                       |                                       |
| 19 de junio                           |                                       |                                       |                                       |                                       |                                       |                                       |
| 20 de junio                           |                                       |                                       |                                       |                                       |                                       |                                       |
| 21 de junio                           |                                       |                                       |                                       |                                       |                                       |                                       |
| 22 de junio                           |                                       |                                       |                                       |                                       |                                       |                                       |
| 23 de junio                           |                                       |                                       |                                       |                                       |                                       |                                       |
| 24 de junio                           |                                       |                                       |                                       |                                       |                                       |                                       |
| 25 de junio                           |                                       |                                       |                                       |                                       |                                       |                                       |
| 26 de junio                           |                                       |                                       |                                       |                                       |                                       |                                       |
| 27 de junio                           |                                       |                                       |                                       |                                       |                                       |                                       |
| 28 de junio                           |                                       |                                       |                                       |                                       |                                       |                                       |
| 29 de junio                           |                                       |                                       |                                       |                                       |                                       |                                       |
| 30 de junio                           |                                       |                                       |                                       |                                       |                                       |                                       |

## Coronavirus en San Ignacio de Moxos
El coronavirus llegó al municipio de San Ignacio de Moxos el 25 de abril de 2020. A nivel departamental, San Ignacio de Moxos fue el segundo municipio beniano que logró detectar su primer caso positivo de Coronavirus, después de la capital (Trinidad).
Este primer caso se trataba de una mujer de 37 años de edad (1983) que había llegado a San Ignacio de Moxos proveniente de la ciudad de Trinidad.

### Abril
| Coronavirus en SAN IGNACIO DE MOXOS durante abril | Coronavirus en SAN IGNACIO DE MOXOS durante abril | Coronavirus en SAN IGNACIO DE MOXOS durante abril | Coronavirus en SAN IGNACIO DE MOXOS durante abril | Coronavirus en SAN IGNACIO DE MOXOS durante abril | Coronavirus en SAN IGNACIO DE MOXOS durante abril | Coronavirus en SAN IGNACIO DE MOXOS durante abril |
| Fecha                                             | Nuevos Casos                                      | TOTAL Casos Confirmados                           | Nuevos Fallecidos                                 | TOTAL Fallecidos Confirmados                      | Nuevos Recuperados                                | TOTAL Recuperados Confirmados                     |
| ------------------------------------------------- | ------------------------------------------------- | ------------------------------------------------- | ------------------------------------------------- | ------------------------------------------------- | ------------------------------------------------- | ------------------------------------------------- |
| 25 de abril                                       | 1                                                 | 1                                                 | 0                                                 | 0                                                 | 0                                                 | 0                                                 |
| 26 de abril                                       | 0                                                 | 1                                                 | 0                                                 | 0                                                 | 0                                                 | 0                                                 |
| 27 de abril                                       | 0                                                 | 1                                                 | 0                                                 | 0                                                 | 0                                                 | 0                                                 |
| 28 de abril                                       | 0                                                 | 1                                                 | 0                                                 | 0                                                 | 0                                                 | 0                                                 |
| 29 de abril                                       | 0                                                 | 1                                                 | 0                                                 | 0                                                 | 0                                                 | 0                                                 |
| 30 de abril                                       | 0                                                 | 1                                                 | 0                                                 | 0                                                 | 0                                                 | 0                                                 |

### Mayo
| Coronavirus en SAN IGNACIO DE MOXOS durante mayo de 2020 | Coronavirus en SAN IGNACIO DE MOXOS durante mayo de 2020 | Coronavirus en SAN IGNACIO DE MOXOS durante mayo de 2020 | Coronavirus en SAN IGNACIO DE MOXOS durante mayo de 2020 | Coronavirus en SAN IGNACIO DE MOXOS durante mayo de 2020 | Coronavirus en SAN IGNACIO DE MOXOS durante mayo de 2020 | Coronavirus en SAN IGNACIO DE MOXOS durante mayo de 2020 |
| Fecha                                                    | Nuevos Casos                                             | TOTAL Casos Confirmados                                  | Nuevos Fallecidos                                        | TOTAL Fallecidos Confirmados                             | Nuevos Recuperados                                       | TOTAL Recuperados Confirmados                            |
| -------------------------------------------------------- | -------------------------------------------------------- | -------------------------------------------------------- | -------------------------------------------------------- | -------------------------------------------------------- | -------------------------------------------------------- | -------------------------------------------------------- |
| 1 de mayo                                                | 0                                                        | 1                                                        | 0                                                        | 0                                                        | 0                                                        | 0                                                        |
| 2 de mayo                                                | 0                                                        | 1                                                        | 0                                                        | 0                                                        | 0                                                        | 0                                                        |
| 3 de mayo                                                | 0                                                        | 1                                                        | 0                                                        | 0                                                        | 0                                                        | 0                                                        |
| 4 de mayo                                                | 0                                                        | 1                                                        | 0                                                        | 0                                                        | 0                                                        | 0                                                        |
| 5 de mayo                                                | 0                                                        | 1                                                        | 0                                                        | 0                                                        | 0                                                        | 0                                                        |
| 6 de mayo                                                | 0                                                        | 1                                                        | 0                                                        | 0                                                        | 0                                                        | 0                                                        |
| 7 de mayo                                                | 0                                                        | 1                                                        | 0                                                        | 0                                                        | 0                                                        | 0                                                        |
| 8 de mayo                                                | 1                                                        | 2                                                        | 0                                                        | 0                                                        | 0                                                        | 0                                                        |
| 9 de mayo                                                | 0                                                        | 2                                                        | 0                                                        | 0                                                        | 0                                                        | 0                                                        |
| 10 de mayo                                               | 0                                                        | 2                                                        | 0                                                        | 0                                                        | 0                                                        | 0                                                        |
| 11 de mayo                                               | 0                                                        | 2                                                        | 0                                                        | 0                                                        | 0                                                        | 0                                                        |
| 12 de mayo                                               |                                                          |                                                          |                                                          |                                                          |                                                          |                                                          |
| 13 de mayo                                               |                                                          |                                                          |                                                          |                                                          |                                                          |                                                          |
| 14 de mayo                                               |                                                          |                                                          |                                                          |                                                          |                                                          |                                                          |
| 15 de mayo                                               |                                                          |                                                          |                                                          |                                                          |                                                          |                                                          |
| 16 de mayo                                               |                                                          |                                                          |                                                          |                                                          |                                                          |                                                          |
| 17 de mayo                                               |                                                          |                                                          |                                                          |                                                          |                                                          |                                                          |
| 18 de mayo                                               |                                                          |                                                          |                                                          |                                                          |                                                          |                                                          |
| 19 de mayo                                               |                                                          |                                                          |                                                          |                                                          |                                                          |                                                          |
| 20 de mayo                                               |                                                          |                                                          |                                                          |                                                          |                                                          |                                                          |
| 21 de mayo                                               |                                                          |                                                          |                                                          |                                                          |                                                          |                                                          |
| 22 de mayo                                               |                                                          |                                                          |                                                          |                                                          |                                                          |                                                          |
| 23 de mayo                                               |                                                          |                                                          |                                                          |                                                          |                                                          |                                                          |
| 24 de mayo                                               |                                                          |                                                          |                                                          |                                                          |                                                          |                                                          |
| 25 de mayo                                               |                                                          |                                                          |                                                          |                                                          |                                                          |                                                          |
| 26 de mayo                                               |                                                          |                                                          |                                                          |                                                          |                                                          |                                                          |
| 27 de mayo                                               |                                                          |                                                          |                                                          |                                                          |                                                          |                                                          |
| 28 de mayo                                               |                                                          |                                                          |                                                          |                                                          |                                                          |                                                          |
| 29 de mayo                                               |                                                          |                                                          |                                                          |                                                          |                                                          |                                                          |
| 30 de mayo                                               |                                                          |                                                          |                                                          |                                                          |                                                          |                                                          |
| 31 de mayo                                               |                                                          |                                                          |                                                          |                                                          |                                                          |                                                          |

### Junio
| Coronavirus en SAN IGNACIO DE MOXOS durante junio de 2020 | Coronavirus en SAN IGNACIO DE MOXOS durante junio de 2020 | Coronavirus en SAN IGNACIO DE MOXOS durante junio de 2020 | Coronavirus en SAN IGNACIO DE MOXOS durante junio de 2020 | Coronavirus en SAN IGNACIO DE MOXOS durante junio de 2020 | Coronavirus en SAN IGNACIO DE MOXOS durante junio de 2020 | Coronavirus en SAN IGNACIO DE MOXOS durante junio de 2020 |
| Fecha                                                     | Nuevos Casos                                              | TOTAL Casos Confirmados                                   | Nuevos Fallecidos                                         | TOTAL Fallecidos Confirmados                              | Nuevos Recuperados                                        | TOTAL Recuperados Confirmados                             |
| --------------------------------------------------------- | --------------------------------------------------------- | --------------------------------------------------------- | --------------------------------------------------------- | --------------------------------------------------------- | --------------------------------------------------------- | --------------------------------------------------------- |
| 1 de junio                                                |                                                           | '                                                         |                                                           | '                                                         |                                                           | '                                                         |
| 2 de junio                                                |                                                           | '                                                         |                                                           | '                                                         |                                                           | '                                                         |
| 3 de junio                                                |                                                           | '                                                         |                                                           | '                                                         |                                                           | '                                                         |
| 4 de junio                                                |                                                           | '                                                         |                                                           | '                                                         |                                                           | '                                                         |
| 5 de junio                                                |                                                           |                                                           |                                                           |                                                           |                                                           |                                                           |
| 6 de junio                                                |                                                           |                                                           |                                                           |                                                           |                                                           |                                                           |
| 7 de junio                                                |                                                           |                                                           |                                                           |                                                           |                                                           |                                                           |
| 8 de junio                                                |                                                           |                                                           |                                                           |                                                           |                                                           |                                                           |
| 9 de junio                                                |                                                           |                                                           |                                                           |                                                           |                                                           |                                                           |
| 10 de junio                                               |                                                           |                                                           |                                                           |                                                           |                                                           |                                                           |
| 11 de junio                                               |                                                           |                                                           |                                                           |                                                           |                                                           |                                                           |
| 12 de junio                                               |                                                           |                                                           |                                                           |                                                           |                                                           |                                                           |
| 13 de junio                                               |                                                           |                                                           |                                                           |                                                           |                                                           |                                                           |
| 14 de junio                                               |                                                           |                                                           |                                                           |                                                           |                                                           |                                                           |
| 15 de junio                                               |                                                           |                                                           |                                                           |                                                           |                                                           |                                                           |
| 16 de junio                                               |                                                           |                                                           |                                                           |                                                           |                                                           |                                                           |
| 17 de junio                                               |                                                           |                                                           |                                                           |                                                           |                                                           |                                                           |
| 18 de junio                                               |                                                           |                                                           |                                                           |                                                           |                                                           |                                                           |
| 19 de junio                                               |                                                           |                                                           |                                                           |                                                           |                                                           |                                                           |
| 20 de junio                                               |                                                           |                                                           |                                                           |                                                           |                                                           |                                                           |
| 21 de junio                                               |                                                           |                                                           |                                                           |                                                           |                                                           |                                                           |
| 22 de junio                                               |                                                           |                                                           |                                                           |                                                           |                                                           |                                                           |
| 23 de junio                                               |                                                           |                                                           |                                                           |                                                           |                                                           |                                                           |
| 24 de junio                                               |                                                           |                                                           |                                                           |                                                           |                                                           |                                                           |
| 25 de junio                                               |                                                           |                                                           |                                                           |                                                           |                                                           |                                                           |
| 26 de junio                                               |                                                           |                                                           |                                                           |                                                           |                                                           |                                                           |
| 27 de junio                                               |                                                           |                                                           |                                                           |                                                           |                                                           |                                                           |
| 28 de junio                                               |                                                           |                                                           |                                                           |                                                           |                                                           |                                                           |
| 29 de junio                                               |                                                           |                                                           |                                                           |                                                           |                                                           |                                                           |
| 30 de junio                                               |                                                           |                                                           |                                                           |                                                           |                                                           |                                                           |

## Coronavirus en Guayaramerin
El municipio de Guayaramerin fue el tercer municipio beniano en detectar su primer caso positivo de Coronavirus el 3 de mayo de 2020.

### Mayo
| Coronavirus en GUAYARAMERIN durante mayo de 2020 | Coronavirus en GUAYARAMERIN durante mayo de 2020 | Coronavirus en GUAYARAMERIN durante mayo de 2020 | Coronavirus en GUAYARAMERIN durante mayo de 2020 | Coronavirus en GUAYARAMERIN durante mayo de 2020 | Coronavirus en GUAYARAMERIN durante mayo de 2020 | Coronavirus en GUAYARAMERIN durante mayo de 2020 |
| Fecha                                            | Nuevos Casos                                     | TOTAL Casos Confirmados                          | Nuevos Fallecidos                                | TOTAL Fallecidos Confirmados                     | Nuevos Recuperados                               | TOTAL Recuperados Confirmados                    |
| ------------------------------------------------ | ------------------------------------------------ | ------------------------------------------------ | ------------------------------------------------ | ------------------------------------------------ | ------------------------------------------------ | ------------------------------------------------ |
| 3 de mayo                                        | 1                                                | 1                                                | 0                                                | 0                                                | 0                                                | 0                                                |
| 4 de mayo                                        | 0                                                | 1                                                | 0                                                | 0                                                | 0                                                | 0                                                |
| 5 de mayo                                        | 0                                                | 1                                                | 0                                                | 0                                                | 0                                                | 0                                                |
| 6 de mayo                                        | 0                                                | 1                                                | 0                                                | 0                                                | 0                                                | 0                                                |
| 7 de mayo                                        | 0                                                | 1                                                | 0                                                | 0                                                | 0                                                | 0                                                |
| 8 de mayo                                        | 0                                                | 1                                                | 0                                                | 0                                                | 0                                                | 0                                                |
| 9 de mayo                                        | 0                                                | 1                                                | 0                                                | 0                                                | 0                                                | 0                                                |
| 10 de mayo                                       | 0                                                | 1                                                | 0                                                | 0                                                | 0                                                | 0                                                |
| 11 de mayo                                       | 1                                                | 2                                                | 0                                                | 0                                                | 0                                                | 0                                                |
| 12 de mayo                                       |                                                  |                                                  |                                                  |                                                  |                                                  |                                                  |
| 13 de mayo                                       |                                                  |                                                  |                                                  |                                                  |                                                  |                                                  |
| 14 de mayo                                       |                                                  |                                                  |                                                  |                                                  |                                                  |                                                  |
| 15 de mayo                                       |                                                  |                                                  |                                                  |                                                  |                                                  |                                                  |
| 16 de mayo                                       |                                                  |                                                  |                                                  |                                                  |                                                  |                                                  |
| 17 de mayo                                       |                                                  |                                                  |                                                  |                                                  |                                                  |                                                  |
| 18 de mayo                                       |                                                  |                                                  |                                                  |                                                  |                                                  |                                                  |
| 19 de mayo                                       |                                                  |                                                  |                                                  |                                                  |                                                  |                                                  |
| 20 de mayo                                       |                                                  |                                                  |                                                  |                                                  |                                                  |                                                  |
| 21 de mayo                                       |                                                  |                                                  |                                                  |                                                  |                                                  |                                                  |
| 22 de mayo                                       |                                                  |                                                  |                                                  |                                                  |                                                  |                                                  |
| 23 de mayo                                       |                                                  |                                                  |                                                  |                                                  |                                                  |                                                  |
| 24 de mayo                                       |                                                  |                                                  |                                                  |                                                  |                                                  |                                                  |
| 25 de mayo                                       |                                                  |                                                  |                                                  |                                                  |                                                  |                                                  |
| 26 de mayo                                       |                                                  |                                                  |                                                  |                                                  |                                                  |                                                  |
| 27 de mayo                                       |                                                  |                                                  |                                                  |                                                  |                                                  |                                                  |
| 28 de mayo                                       |                                                  |                                                  |                                                  |                                                  |                                                  |                                                  |
| 29 de mayo                                       |                                                  |                                                  |                                                  |                                                  |                                                  |                                                  |
| 30 de mayo                                       |                                                  |                                                  |                                                  |                                                  |                                                  |                                                  |
| 31 de mayo                                       |                                                  |                                                  |                                                  |                                                  |                                                  |                                                  |

### Junio
| Coronavirus en GUAYARAMERIN durante junio de 2020 | Coronavirus en GUAYARAMERIN durante junio de 2020 | Coronavirus en GUAYARAMERIN durante junio de 2020 | Coronavirus en GUAYARAMERIN durante junio de 2020 | Coronavirus en GUAYARAMERIN durante junio de 2020 | Coronavirus en GUAYARAMERIN durante junio de 2020 | Coronavirus en GUAYARAMERIN durante junio de 2020 |
| Fecha                                             | Nuevos Casos                                      | TOTAL Casos Confirmados                           | Nuevos Fallecidos                                 | TOTAL Fallecidos Confirmados                      | Nuevos Recuperados                                | TOTAL Recuperados Confirmados                     |
| ------------------------------------------------- | ------------------------------------------------- | ------------------------------------------------- | ------------------------------------------------- | ------------------------------------------------- | ------------------------------------------------- | ------------------------------------------------- |
| 1 de junio                                        |                                                   | '                                                 |                                                   | '                                                 |                                                   | '                                                 |
| 2 de junio                                        |                                                   | '                                                 |                                                   | '                                                 |                                                   | '                                                 |
| 3 de junio                                        |                                                   | '                                                 |                                                   | '                                                 |                                                   | '                                                 |
| 4 de junio                                        |                                                   | '                                                 |                                                   | '                                                 |                                                   | '                                                 |
| 5 de junio                                        |                                                   |                                                   |                                                   |                                                   |                                                   |                                                   |
| 6 de junio                                        |                                                   |                                                   |                                                   |                                                   |                                                   |                                                   |
| 7 de junio                                        |                                                   |                                                   |                                                   |                                                   |                                                   |                                                   |
| 8 de junio                                        |                                                   |                                                   |                                                   |                                                   |                                                   |                                                   |
| 9 de junio                                        |                                                   |                                                   |                                                   |                                                   |                                                   |                                                   |
| 10 de junio                                       |                                                   |                                                   |                                                   |                                                   |                                                   |                                                   |
| 11 de junio                                       |                                                   |                                                   |                                                   |                                                   |                                                   |                                                   |
| 12 de junio                                       |                                                   |                                                   |                                                   |                                                   |                                                   |                                                   |
| 13 de junio                                       |                                                   |                                                   |                                                   |                                                   |                                                   |                                                   |
| 14 de junio                                       |                                                   |                                                   |                                                   |                                                   |                                                   |                                                   |
| 15 de junio                                       |                                                   |                                                   |                                                   |                                                   |                                                   |                                                   |
| 16 de junio                                       |                                                   |                                                   |                                                   |                                                   |                                                   |                                                   |
| 17 de junio                                       |                                                   |                                                   |                                                   |                                                   |                                                   |                                                   |
| 18 de junio                                       |                                                   |                                                   |                                                   |                                                   |                                                   |                                                   |
| 19 de junio                                       |                                                   |                                                   |                                                   |                                                   |                                                   |                                                   |
| 20 de junio                                       |                                                   |                                                   |                                                   |                                                   |                                                   |                                                   |
| 21 de junio                                       |                                                   |                                                   |                                                   |                                                   |                                                   |                                                   |
| 22 de junio                                       |                                                   |                                                   |                                                   |                                                   |                                                   |                                                   |
| 23 de junio                                       |                                                   |                                                   |                                                   |                                                   |                                                   |                                                   |
| 24 de junio                                       |                                                   |                                                   |                                                   |                                                   |                                                   |                                                   |
| 25 de junio                                       |                                                   |                                                   |                                                   |                                                   |                                                   |                                                   |
| 26 de junio                                       |                                                   |                                                   |                                                   |                                                   |                                                   |                                                   |
| 27 de junio                                       |                                                   |                                                   |                                                   |                                                   |                                                   |                                                   |
| 28 de junio                                       |                                                   |                                                   |                                                   |                                                   |                                                   |                                                   |
| 29 de junio                                       |                                                   |                                                   |                                                   |                                                   |                                                   |                                                   |
| 30 de junio                                       |                                                   |                                                   |                                                   |                                                   |                                                   |                                                   |

## Coronavirus en San Andrés

### Mayo
| Coronavirus en SAN ANDRES durante mayo de 2020 | Coronavirus en SAN ANDRES durante mayo de 2020 | Coronavirus en SAN ANDRES durante mayo de 2020 | Coronavirus en SAN ANDRES durante mayo de 2020 | Coronavirus en SAN ANDRES durante mayo de 2020 | Coronavirus en SAN ANDRES durante mayo de 2020 | Coronavirus en SAN ANDRES durante mayo de 2020 |
| Fecha                                          | Nuevos Casos                                   | TOTAL Casos Confirmados                        | Nuevos Fallecidos                              | TOTAL Fallecidos Confirmados                   | Nuevos Recuperados                             | TOTAL Recuperados Confirmados                  |
| ---------------------------------------------- | ---------------------------------------------- | ---------------------------------------------- | ---------------------------------------------- | ---------------------------------------------- | ---------------------------------------------- | ---------------------------------------------- |
| 13 de mayo                                     | 6                                              | 6                                              | 0                                              | 0                                              | 0                                              | 0                                              |
| 14 de mayo                                     | 4                                              | 10                                             | 0                                              | 0                                              | 0                                              | 0                                              |
| 15 de mayo                                     | 0                                              | 10                                             | 0                                              | 0                                              | 0                                              | 0                                              |
| 16 de mayo                                     |                                                |                                                |                                                |                                                |                                                |                                                |
| 17 de mayo                                     |                                                |                                                |                                                |                                                |                                                |                                                |
| 18 de mayo                                     |                                                |                                                |                                                |                                                |                                                |                                                |
| 19 de mayo                                     |                                                |                                                |                                                |                                                |                                                |                                                |
| 20 de mayo                                     |                                                |                                                |                                                |                                                |                                                |                                                |
| 21 de mayo                                     |                                                |                                                |                                                |                                                |                                                |                                                |
| 22 de mayo                                     |                                                |                                                |                                                |                                                |                                                |                                                |
| 23 de mayo                                     |                                                |                                                |                                                |                                                |                                                |                                                |
| 24 de mayo                                     |                                                |                                                |                                                |                                                |                                                |                                                |
| 25 de mayo                                     |                                                |                                                |                                                |                                                |                                                |                                                |
| 26 de mayo                                     |                                                |                                                |                                                |                                                |                                                |                                                |
| 27 de mayo                                     |                                                |                                                |                                                |                                                |                                                |                                                |
| 28 de mayo                                     |                                                |                                                |                                                |                                                |                                                |                                                |
| 29 de mayo                                     |                                                |                                                |                                                |                                                |                                                |                                                |
| 30 de mayo                                     |                                                |                                                |                                                |                                                |                                                |                                                |
| 31 de mayo                                     |                                                |                                                |                                                |                                                |                                                |                                                |

### Junio
| Coronavirus en SAN ANDRES durante junio de 2020 | Coronavirus en SAN ANDRES durante junio de 2020 | Coronavirus en SAN ANDRES durante junio de 2020 | Coronavirus en SAN ANDRES durante junio de 2020 | Coronavirus en SAN ANDRES durante junio de 2020 | Coronavirus en SAN ANDRES durante junio de 2020 | Coronavirus en SAN ANDRES durante junio de 2020 |
| Fecha                                           | Nuevos Casos                                    | TOTAL Casos Confirmados                         | Nuevos Fallecidos                               | TOTAL Fallecidos Confirmados                    | Nuevos Recuperados                              | TOTAL Recuperados Confirmados                   |
| ----------------------------------------------- | ----------------------------------------------- | ----------------------------------------------- | ----------------------------------------------- | ----------------------------------------------- | ----------------------------------------------- | ----------------------------------------------- |
| 1 de junio                                      |                                                 | '                                               |                                                 | '                                               |                                                 | '                                               |
| 2 de junio                                      |                                                 | '                                               |                                                 | '                                               |                                                 | '                                               |
| 3 de junio                                      |                                                 | '                                               |                                                 | '                                               |                                                 | '                                               |
| 4 de junio                                      |                                                 | '                                               |                                                 | '                                               |                                                 | '                                               |
| 5 de junio                                      |                                                 |                                                 |                                                 |                                                 |                                                 |                                                 |
| 6 de junio                                      |                                                 |                                                 |                                                 |                                                 |                                                 |                                                 |
| 7 de junio                                      |                                                 |                                                 |                                                 |                                                 |                                                 |                                                 |
| 8 de junio                                      |                                                 |                                                 |                                                 |                                                 |                                                 |                                                 |
| 9 de junio                                      |                                                 |                                                 |                                                 |                                                 |                                                 |                                                 |
| 10 de junio                                     |                                                 |                                                 |                                                 |                                                 |                                                 |                                                 |
| 11 de junio                                     |                                                 |                                                 |                                                 |                                                 |                                                 |                                                 |
| 12 de junio                                     |                                                 |                                                 |                                                 |                                                 |                                                 |                                                 |
| 13 de junio                                     |                                                 |                                                 |                                                 |                                                 |                                                 |                                                 |
| 14 de junio                                     |                                                 |                                                 |                                                 |                                                 |                                                 |                                                 |
| 15 de junio                                     |                                                 |                                                 |                                                 |                                                 |                                                 |                                                 |
| 16 de junio                                     |                                                 |                                                 |                                                 |                                                 |                                                 |                                                 |
| 17 de junio                                     |                                                 |                                                 |                                                 |                                                 |                                                 |                                                 |
| 18 de junio                                     |                                                 |                                                 |                                                 |                                                 |                                                 |                                                 |
| 19 de junio                                     |                                                 |                                                 |                                                 |                                                 |                                                 |                                                 |
| 20 de junio                                     |                                                 |                                                 |                                                 |                                                 |                                                 |                                                 |
| 21 de junio                                     |                                                 |                                                 |                                                 |                                                 |                                                 |                                                 |
| 22 de junio                                     |                                                 |                                                 |                                                 |                                                 |                                                 |                                                 |
| 23 de junio                                     |                                                 |                                                 |                                                 |                                                 |                                                 |                                                 |
| 24 de junio                                     |                                                 |                                                 |                                                 |                                                 |                                                 |                                                 |
| 25 de junio                                     |                                                 |                                                 |                                                 |                                                 |                                                 |                                                 |
| 26 de junio                                     |                                                 |                                                 |                                                 |                                                 |                                                 |                                                 |
| 27 de junio                                     |                                                 |                                                 |                                                 |                                                 |                                                 |                                                 |
| 28 de junio                                     |                                                 |                                                 |                                                 |                                                 |                                                 |                                                 |
| 29 de junio                                     |                                                 |                                                 |                                                 |                                                 |                                                 |                                                 |
| 30 de junio                                     |                                                 |                                                 |                                                 |                                                 |                                                 |                                                 |

## Coronavirus en Riberalta

### Mayo
| Coronavirus en RIBERALTA durante mayo de 2020 | Coronavirus en RIBERALTA durante mayo de 2020 | Coronavirus en RIBERALTA durante mayo de 2020 | Coronavirus en RIBERALTA durante mayo de 2020 | Coronavirus en RIBERALTA durante mayo de 2020 | Coronavirus en RIBERALTA durante mayo de 2020 | Coronavirus en RIBERALTA durante mayo de 2020 |
| Fecha                                         | Nuevos Casos                                  | TOTAL Casos Confirmados                       | Nuevos Fallecidos                             | TOTAL Fallecidos Confirmados                  | Nuevos Recuperados                            | TOTAL Recuperados Confirmados                 |
| --------------------------------------------- | --------------------------------------------- | --------------------------------------------- | --------------------------------------------- | --------------------------------------------- | --------------------------------------------- | --------------------------------------------- |
| 20 de mayo                                    |                                               |                                               |                                               |                                               |                                               |                                               |
| 21 de mayo                                    |                                               |                                               |                                               |                                               |                                               |                                               |
| 22 de mayo                                    |                                               |                                               |                                               |                                               |                                               |                                               |
| 23 de mayo                                    |                                               |                                               |                                               |                                               |                                               |                                               |
| 24 de mayo                                    |                                               |                                               |                                               |                                               |                                               |                                               |
| 25 de mayo                                    |                                               |                                               |                                               |                                               |                                               |                                               |
| 26 de mayo                                    |                                               |                                               |                                               |                                               |                                               |                                               |
| 27 de mayo                                    |                                               |                                               |                                               |                                               |                                               |                                               |
| 28 de mayo                                    |                                               |                                               |                                               |                                               |                                               |                                               |
| 29 de mayo                                    |                                               |                                               |                                               |                                               |                                               |                                               |
| 30 de mayo                                    |                                               |                                               |                                               |                                               |                                               |                                               |
| 31 de mayo                                    |                                               |                                               |                                               |                                               |                                               |                                               |

### Junio
| Coronavirus en RIBERALTA durante junio de 2020 | Coronavirus en RIBERALTA durante junio de 2020 | Coronavirus en RIBERALTA durante junio de 2020 | Coronavirus en RIBERALTA durante junio de 2020 | Coronavirus en RIBERALTA durante junio de 2020 | Coronavirus en RIBERALTA durante junio de 2020 | Coronavirus en RIBERALTA durante junio de 2020 |
| Fecha                                          | Nuevos Casos                                   | TOTAL Casos Confirmados                        | Nuevos Fallecidos                              | TOTAL Fallecidos Confirmados                   | Nuevos Recuperados                             | TOTAL Recuperados Confirmados                  |
| ---------------------------------------------- | ---------------------------------------------- | ---------------------------------------------- | ---------------------------------------------- | ---------------------------------------------- | ---------------------------------------------- | ---------------------------------------------- |
| 1 de junio                                     |                                                | '                                              |                                                | '                                              |                                                | '                                              |
| 2 de junio                                     |                                                | '                                              |                                                | '                                              |                                                | '                                              |
| 3 de junio                                     |                                                | '                                              |                                                | '                                              |                                                | '                                              |
| 4 de junio                                     |                                                | '                                              |                                                | '                                              |                                                | '                                              |
| 5 de junio                                     |                                                |                                                |                                                |                                                |                                                |                                                |
| 6 de junio                                     |                                                |                                                |                                                |                                                |                                                |                                                |
| 7 de junio                                     |                                                |                                                |                                                |                                                |                                                |                                                |
| 8 de junio                                     |                                                |                                                |                                                |                                                |                                                |                                                |
| 9 de junio                                     |                                                |                                                |                                                |                                                |                                                |                                                |
| 10 de junio                                    |                                                |                                                |                                                |                                                |                                                |                                                |
| 11 de junio                                    |                                                |                                                |                                                |                                                |                                                |                                                |
| 12 de junio                                    |                                                |                                                |                                                |                                                |                                                |                                                |
| 13 de junio                                    |                                                |                                                |                                                |                                                |                                                |                                                |
| 14 de junio                                    |                                                |                                                |                                                |                                                |                                                |                                                |
| 15 de junio                                    |                                                |                                                |                                                |                                                |                                                |                                                |
| 16 de junio                                    |                                                |                                                |                                                |                                                |                                                |                                                |
| 17 de junio                                    |                                                |                                                |                                                |                                                |                                                |                                                |
| 18 de junio                                    |                                                |                                                |                                                |                                                |                                                |                                                |
| 19 de junio                                    |                                                |                                                |                                                |                                                |                                                |                                                |
| 20 de junio                                    |                                                |                                                |                                                |                                                |                                                |                                                |
| 21 de junio                                    |                                                |                                                |                                                |                                                |                                                |                                                |
| 22 de junio                                    |                                                |                                                |                                                |                                                |                                                |                                                |
| 23 de junio                                    |                                                |                                                |                                                |                                                |                                                |                                                |
| 24 de junio                                    |                                                |                                                |                                                |                                                |                                                |                                                |
| 25 de junio                                    |                                                |                                                |                                                |                                                |                                                |                                                |
| 26 de junio                                    |                                                |                                                |                                                |                                                |                                                |                                                |
| 27 de junio                                    |                                                |                                                |                                                |                                                |                                                |                                                |
| 28 de junio                                    |                                                |                                                |                                                |                                                |                                                |                                                |
| 29 de junio                                    |                                                |                                                |                                                |                                                |                                                |                                                |
| 30 de junio                                    |                                                |                                                |                                                |                                                |                                                |                                                |

## Coronavirus en Santa Ana de Yacuma

### Mayo
| Coronavirus en SANTA ANA DE YACUMA durante mayo de 2020 | Coronavirus en SANTA ANA DE YACUMA durante mayo de 2020 | Coronavirus en SANTA ANA DE YACUMA durante mayo de 2020 | Coronavirus en SANTA ANA DE YACUMA durante mayo de 2020 | Coronavirus en SANTA ANA DE YACUMA durante mayo de 2020 | Coronavirus en SANTA ANA DE YACUMA durante mayo de 2020 | Coronavirus en SANTA ANA DE YACUMA durante mayo de 2020 |
| Fecha                                                   | Nuevos Casos                                            | TOTAL Casos Confirmados                                 | Nuevos Fallecidos                                       | TOTAL Fallecidos Confirmados                            | Nuevos Recuperados                                      | TOTAL Recuperados Confirmados                           |
| ------------------------------------------------------- | ------------------------------------------------------- | ------------------------------------------------------- | ------------------------------------------------------- | ------------------------------------------------------- | ------------------------------------------------------- | ------------------------------------------------------- |
| 20 de mayo                                              |                                                         |                                                         |                                                         |                                                         |                                                         |                                                         |
| 21 de mayo                                              |                                                         |                                                         |                                                         |                                                         |                                                         |                                                         |
| 22 de mayo                                              |                                                         |                                                         |                                                         |                                                         |                                                         |                                                         |
| 23 de mayo                                              |                                                         |                                                         |                                                         |                                                         |                                                         |                                                         |
| 24 de mayo                                              |                                                         |                                                         |                                                         |                                                         |                                                         |                                                         |
| 25 de mayo                                              |                                                         |                                                         |                                                         |                                                         |                                                         |                                                         |
| 26 de mayo                                              |                                                         |                                                         |                                                         |                                                         |                                                         |                                                         |
| 27 de mayo                                              |                                                         |                                                         |                                                         |                                                         |                                                         |                                                         |
| 28 de mayo                                              |                                                         |                                                         |                                                         |                                                         |                                                         |                                                         |
| 29 de mayo                                              |                                                         |                                                         |                                                         |                                                         |                                                         |                                                         |
| 30 de mayo                                              |                                                         |                                                         |                                                         |                                                         |                                                         |                                                         |
| 31 de mayo                                              |                                                         |                                                         |                                                         |                                                         |                                                         |                                                         |

### Junio
| Coronavirus en SANTA ANA DE YACUMA durante junio de 2020 | Coronavirus en SANTA ANA DE YACUMA durante junio de 2020 | Coronavirus en SANTA ANA DE YACUMA durante junio de 2020 | Coronavirus en SANTA ANA DE YACUMA durante junio de 2020 | Coronavirus en SANTA ANA DE YACUMA durante junio de 2020 | Coronavirus en SANTA ANA DE YACUMA durante junio de 2020 | Coronavirus en SANTA ANA DE YACUMA durante junio de 2020 |
| Fecha                                                    | Nuevos Casos                                             | TOTAL Casos Confirmados                                  | Nuevos Fallecidos                                        | TOTAL Fallecidos Confirmados                             | Nuevos Recuperados                                       | TOTAL Recuperados Confirmados                            |
| -------------------------------------------------------- | -------------------------------------------------------- | -------------------------------------------------------- | -------------------------------------------------------- | -------------------------------------------------------- | -------------------------------------------------------- | -------------------------------------------------------- |
| 1 de junio                                               |                                                          | '                                                        |                                                          | '                                                        |                                                          | '                                                        |
| 2 de junio                                               |                                                          | '                                                        |                                                          | '                                                        |                                                          | '                                                        |
| 3 de junio                                               |                                                          | '                                                        |                                                          | '                                                        |                                                          | '                                                        |
| 4 de junio                                               |                                                          | '                                                        |                                                          | '                                                        |                                                          | '                                                        |
| 5 de junio                                               |                                                          |                                                          |                                                          |                                                          |                                                          |                                                          |
| 6 de junio                                               |                                                          |                                                          |                                                          |                                                          |                                                          |                                                          |
| 7 de junio                                               |                                                          |                                                          |                                                          |                                                          |                                                          |                                                          |
| 8 de junio                                               |                                                          |                                                          |                                                          |                                                          |                                                          |                                                          |
| 9 de junio                                               |                                                          |                                                          |                                                          |                                                          |                                                          |                                                          |
| 10 de junio                                              |                                                          |                                                          |                                                          |                                                          |                                                          |                                                          |
| 11 de junio                                              |                                                          |                                                          |                                                          |                                                          |                                                          |                                                          |
| 12 de junio                                              |                                                          |                                                          |                                                          |                                                          |                                                          |                                                          |
| 13 de junio                                              |                                                          |                                                          |                                                          |                                                          |                                                          |                                                          |
| 14 de junio                                              |                                                          |                                                          |                                                          |                                                          |                                                          |                                                          |
| 15 de junio                                              |                                                          |                                                          |                                                          |                                                          |                                                          |                                                          |
| 16 de junio                                              |                                                          |                                                          |                                                          |                                                          |                                                          |                                                          |
| 17 de junio                                              |                                                          |                                                          |                                                          |                                                          |                                                          |                                                          |
| 18 de junio                                              |                                                          |                                                          |                                                          |                                                          |                                                          |                                                          |
| 19 de junio                                              |                                                          |                                                          |                                                          |                                                          |                                                          |                                                          |
| 20 de junio                                              |                                                          |                                                          |                                                          |                                                          |                                                          |                                                          |
| 21 de junio                                              |                                                          |                                                          |                                                          |                                                          |                                                          |                                                          |
| 22 de junio                                              |                                                          |                                                          |                                                          |                                                          |                                                          |                                                          |
| 23 de junio                                              |                                                          |                                                          |                                                          |                                                          |                                                          |                                                          |
| 24 de junio                                              |                                                          |                                                          |                                                          |                                                          |                                                          |                                                          |
| 25 de junio                                              |                                                          |                                                          |                                                          |                                                          |                                                          |                                                          |
| 26 de junio                                              |                                                          |                                                          |                                                          |                                                          |                                                          |                                                          |
| 27 de junio                                              |                                                          |                                                          |                                                          |                                                          |                                                          |                                                          |
| 28 de junio                                              |                                                          |                                                          |                                                          |                                                          |                                                          |                                                          |
| 29 de junio                                              |                                                          |                                                          |                                                          |                                                          |                                                          |                                                          |
| 30 de junio                                              |                                                          |                                                          |                                                          |                                                          |                                                          |                                                          |

## Coronavirus en San Ramón

### Mayo
| Coronavirus en SAN RAMON durante mayo de 2020 | Coronavirus en SAN RAMON durante mayo de 2020 | Coronavirus en SAN RAMON durante mayo de 2020 | Coronavirus en SAN RAMON durante mayo de 2020 | Coronavirus en SAN RAMON durante mayo de 2020 | Coronavirus en SAN RAMON durante mayo de 2020 | Coronavirus en SAN RAMON durante mayo de 2020 |
| Fecha                                         | Nuevos Casos                                  | TOTAL Casos Confirmados                       | Nuevos Fallecidos                             | TOTAL Fallecidos Confirmados                  | Nuevos Recuperados                            | TOTAL Recuperados Confirmados                 |
| --------------------------------------------- | --------------------------------------------- | --------------------------------------------- | --------------------------------------------- | --------------------------------------------- | --------------------------------------------- | --------------------------------------------- |
| 20 de mayo                                    |                                               |                                               |                                               |                                               |                                               |                                               |
| 21 de mayo                                    |                                               |                                               |                                               |                                               |                                               |                                               |
| 22 de mayo                                    |                                               |                                               |                                               |                                               |                                               |                                               |
| 23 de mayo                                    |                                               |                                               |                                               |                                               |                                               |                                               |
| 24 de mayo                                    |                                               |                                               |                                               |                                               |                                               |                                               |
| 25 de mayo                                    |                                               |                                               |                                               |                                               |                                               |                                               |
| 26 de mayo                                    |                                               |                                               |                                               |                                               |                                               |                                               |
| 27 de mayo                                    |                                               |                                               |                                               |                                               |                                               |                                               |
| 28 de mayo                                    |                                               |                                               |                                               |                                               |                                               |                                               |
| 29 de mayo                                    |                                               |                                               |                                               |                                               |                                               |                                               |
| 30 de mayo                                    |                                               |                                               |                                               |                                               |                                               |                                               |
| 31 de mayo                                    |                                               |                                               |                                               |                                               |                                               |                                               |

### Junio
| Coronavirus en SAN RAMON durante junio de 2020 | Coronavirus en SAN RAMON durante junio de 2020 | Coronavirus en SAN RAMON durante junio de 2020 | Coronavirus en SAN RAMON durante junio de 2020 | Coronavirus en SAN RAMON durante junio de 2020 | Coronavirus en SAN RAMON durante junio de 2020 | Coronavirus en SAN RAMON durante junio de 2020 |
| Fecha                                          | Nuevos Casos                                   | TOTAL Casos Confirmados                        | Nuevos Fallecidos                              | TOTAL Fallecidos Confirmados                   | Nuevos Recuperados                             | TOTAL Recuperados Confirmados                  |
| ---------------------------------------------- | ---------------------------------------------- | ---------------------------------------------- | ---------------------------------------------- | ---------------------------------------------- | ---------------------------------------------- | ---------------------------------------------- |
| 1 de junio                                     |                                                | '                                              |                                                | '                                              |                                                | '                                              |
| 2 de junio                                     |                                                | '                                              |                                                | '                                              |                                                | '                                              |
| 3 de junio                                     |                                                | '                                              |                                                | '                                              |                                                | '                                              |
| 4 de junio                                     |                                                | '                                              |                                                | '                                              |                                                | '                                              |
| 5 de junio                                     |                                                |                                                |                                                |                                                |                                                |                                                |
| 6 de junio                                     |                                                |                                                |                                                |                                                |                                                |                                                |
| 7 de junio                                     |                                                |                                                |                                                |                                                |                                                |                                                |
| 8 de junio                                     |                                                |                                                |                                                |                                                |                                                |                                                |
| 9 de junio                                     |                                                |                                                |                                                |                                                |                                                |                                                |
| 10 de junio                                    |                                                |                                                |                                                |                                                |                                                |                                                |
| 11 de junio                                    |                                                |                                                |                                                |                                                |                                                |                                                |
| 12 de junio                                    |                                                |                                                |                                                |                                                |                                                |                                                |
| 13 de junio                                    |                                                |                                                |                                                |                                                |                                                |                                                |
| 14 de junio                                    |                                                |                                                |                                                |                                                |                                                |                                                |
| 15 de junio                                    |                                                |                                                |                                                |                                                |                                                |                                                |
| 16 de junio                                    |                                                |                                                |                                                |                                                |                                                |                                                |
| 17 de junio                                    |                                                |                                                |                                                |                                                |                                                |                                                |
| 18 de junio                                    |                                                |                                                |                                                |                                                |                                                |                                                |
| 19 de junio                                    |                                                |                                                |                                                |                                                |                                                |                                                |
| 20 de junio                                    |                                                |                                                |                                                |                                                |                                                |                                                |
| 21 de junio                                    |                                                |                                                |                                                |                                                |                                                |                                                |
| 22 de junio                                    |                                                |                                                |                                                |                                                |                                                |                                                |
| 23 de junio                                    |                                                |                                                |                                                |                                                |                                                |                                                |
| 24 de junio                                    |                                                |                                                |                                                |                                                |                                                |                                                |
| 25 de junio                                    |                                                |                                                |                                                |                                                |                                                |                                                |
| 26 de junio                                    |                                                |                                                |                                                |                                                |                                                |                                                |
| 27 de junio                                    |                                                |                                                |                                                |                                                |                                                |                                                |
| 28 de junio                                    |                                                |                                                |                                                |                                                |                                                |                                                |
| 29 de junio                                    |                                                |                                                |                                                |                                                |                                                |                                                |
| 30 de junio                                    |                                                |                                                |                                                |                                                |                                                |                                                |

## Coronavirus en San Borja

### Mayo
| Coronavirus en SAN BORJA durante mayo de 2020 | Coronavirus en SAN BORJA durante mayo de 2020 | Coronavirus en SAN BORJA durante mayo de 2020 | Coronavirus en SAN BORJA durante mayo de 2020 | Coronavirus en SAN BORJA durante mayo de 2020 | Coronavirus en SAN BORJA durante mayo de 2020 | Coronavirus en SAN BORJA durante mayo de 2020 |
| Fecha                                         | Nuevos Casos                                  | TOTAL Casos Confirmados                       | Nuevos Fallecidos                             | TOTAL Fallecidos Confirmados                  | Nuevos Recuperados                            | TOTAL Recuperados Confirmados                 |
| --------------------------------------------- | --------------------------------------------- | --------------------------------------------- | --------------------------------------------- | --------------------------------------------- | --------------------------------------------- | --------------------------------------------- |
| 21 de mayo                                    |                                               |                                               |                                               |                                               |                                               |                                               |
| 22 de mayo                                    |                                               |                                               |                                               |                                               |                                               |                                               |
| 23 de mayo                                    |                                               |                                               |                                               |                                               |                                               |                                               |
| 24 de mayo                                    |                                               |                                               |                                               |                                               |                                               |                                               |
| 25 de mayo                                    |                                               |                                               |                                               |                                               |                                               |                                               |
| 26 de mayo                                    |                                               |                                               |                                               |                                               |                                               |                                               |
| 27 de mayo                                    |                                               |                                               |                                               |                                               |                                               |                                               |
| 28 de mayo                                    |                                               |                                               |                                               |                                               |                                               |                                               |
| 29 de mayo                                    |                                               |                                               |                                               |                                               |                                               |                                               |
| 30 de mayo                                    |                                               |                                               |                                               |                                               |                                               |                                               |
| 31 de mayo                                    |                                               |                                               |                                               |                                               |                                               |                                               |

### Junio
| Coronavirus en SAN BORJA durante junio de 2020 | Coronavirus en SAN BORJA durante junio de 2020 | Coronavirus en SAN BORJA durante junio de 2020 | Coronavirus en SAN BORJA durante junio de 2020 | Coronavirus en SAN BORJA durante junio de 2020 | Coronavirus en SAN BORJA durante junio de 2020 | Coronavirus en SAN BORJA durante junio de 2020 |
| Fecha                                          | Nuevos Casos                                   | TOTAL Casos Confirmados                        | Nuevos Fallecidos                              | TOTAL Fallecidos Confirmados                   | Nuevos Recuperados                             | TOTAL Recuperados Confirmados                  |
| ---------------------------------------------- | ---------------------------------------------- | ---------------------------------------------- | ---------------------------------------------- | ---------------------------------------------- | ---------------------------------------------- | ---------------------------------------------- |
| 1 de junio                                     |                                                | '                                              |                                                | '                                              |                                                | '                                              |
| 2 de junio                                     |                                                | '                                              |                                                | '                                              |                                                | '                                              |
| 3 de junio                                     |                                                | '                                              |                                                | '                                              |                                                | '                                              |
| 4 de junio                                     |                                                | '                                              |                                                | '                                              |                                                | '                                              |
| 5 de junio                                     |                                                |                                                |                                                |                                                |                                                |                                                |
| 6 de junio                                     |                                                |                                                |                                                |                                                |                                                |                                                |
| 7 de junio                                     |                                                |                                                |                                                |                                                |                                                |                                                |
| 8 de junio                                     |                                                |                                                |                                                |                                                |                                                |                                                |
| 9 de junio                                     |                                                |                                                |                                                |                                                |                                                |                                                |
| 10 de junio                                    |                                                |                                                |                                                |                                                |                                                |                                                |
| 11 de junio                                    |                                                |                                                |                                                |                                                |                                                |                                                |
| 12 de junio                                    |                                                |                                                |                                                |                                                |                                                |                                                |
| 13 de junio                                    |                                                |                                                |                                                |                                                |                                                |                                                |
| 14 de junio                                    |                                                |                                                |                                                |                                                |                                                |                                                |
| 15 de junio                                    |                                                |                                                |                                                |                                                |                                                |                                                |
| 16 de junio                                    |                                                |                                                |                                                |                                                |                                                |                                                |
| 17 de junio                                    |                                                |                                                |                                                |                                                |                                                |                                                |
| 18 de junio                                    |                                                |                                                |                                                |                                                |                                                |                                                |
| 19 de junio                                    |                                                |                                                |                                                |                                                |                                                |                                                |
| 20 de junio                                    |                                                |                                                |                                                |                                                |                                                |                                                |
| 21 de junio                                    |                                                |                                                |                                                |                                                |                                                |                                                |
| 22 de junio                                    |                                                |                                                |                                                |                                                |                                                |                                                |
| 23 de junio                                    |                                                |                                                |                                                |                                                |                                                |                                                |
| 24 de junio                                    |                                                |                                                |                                                |                                                |                                                |                                                |
| 25 de junio                                    |                                                |                                                |                                                |                                                |                                                |                                                |
| 26 de junio                                    |                                                |                                                |                                                |                                                |                                                |                                                |
| 27 de junio                                    |                                                |                                                |                                                |                                                |                                                |                                                |
| 28 de junio                                    |                                                |                                                |                                                |                                                |                                                |                                                |
| 29 de junio                                    |                                                |                                                |                                                |                                                |                                                |                                                |
| 30 de junio                                    |                                                |                                                |                                                |                                                |                                                |                                                |

## Coronavirus en Exaltación

### Junio
| Coronavirus en EXALTACIÓN durante junio de 2020 | Coronavirus en EXALTACIÓN durante junio de 2020 | Coronavirus en EXALTACIÓN durante junio de 2020 | Coronavirus en EXALTACIÓN durante junio de 2020 | Coronavirus en EXALTACIÓN durante junio de 2020 | Coronavirus en EXALTACIÓN durante junio de 2020 | Coronavirus en EXALTACIÓN durante junio de 2020 |
| Fecha                                           | Nuevos Casos                                    | TOTAL Casos Confirmados                         | Nuevos Fallecidos                               | TOTAL Fallecidos Confirmados                    | Nuevos Recuperados                              | TOTAL Recuperados Confirmados                   |
| ----------------------------------------------- | ----------------------------------------------- | ----------------------------------------------- | ----------------------------------------------- | ----------------------------------------------- | ----------------------------------------------- | ----------------------------------------------- |
| 1 de junio                                      |                                                 | '                                               |                                                 | '                                               |                                                 | '                                               |
| 2 de junio                                      |                                                 | '                                               |                                                 | '                                               |                                                 | '                                               |
| 3 de junio                                      |                                                 | '                                               |                                                 | '                                               |                                                 | '                                               |
| 4 de junio                                      |                                                 | '                                               |                                                 | '                                               |                                                 | '                                               |
| 5 de junio                                      |                                                 |                                                 |                                                 |                                                 |                                                 |                                                 |
| 6 de junio                                      |                                                 |                                                 |                                                 |                                                 |                                                 |                                                 |
| 7 de junio                                      |                                                 |                                                 |                                                 |                                                 |                                                 |                                                 |
| 8 de junio                                      |                                                 |                                                 |                                                 |                                                 |                                                 |                                                 |
| 9 de junio                                      |                                                 |                                                 |                                                 |                                                 |                                                 |                                                 |
| 10 de junio                                     |                                                 |                                                 |                                                 |                                                 |                                                 |                                                 |
| 11 de junio                                     |                                                 |                                                 |                                                 |                                                 |                                                 |                                                 |
| 12 de junio                                     |                                                 |                                                 |                                                 |                                                 |                                                 |                                                 |
| 13 de junio                                     |                                                 |                                                 |                                                 |                                                 |                                                 |                                                 |
| 14 de junio                                     |                                                 |                                                 |                                                 |                                                 |                                                 |                                                 |
| 15 de junio                                     |                                                 |                                                 |                                                 |                                                 |                                                 |                                                 |
| 16 de junio                                     |                                                 |                                                 |                                                 |                                                 |                                                 |                                                 |
| 17 de junio                                     |                                                 |                                                 |                                                 |                                                 |                                                 |                                                 |
| 18 de junio                                     |                                                 |                                                 |                                                 |                                                 |                                                 |                                                 |
| 19 de junio                                     |                                                 |                                                 |                                                 |                                                 |                                                 |                                                 |
| 20 de junio                                     |                                                 |                                                 |                                                 |                                                 |                                                 |                                                 |
| 21 de junio                                     |                                                 |                                                 |                                                 |                                                 |                                                 |                                                 |
| 22 de junio                                     |                                                 |                                                 |                                                 |                                                 |                                                 |                                                 |
| 23 de junio                                     |                                                 |                                                 |                                                 |                                                 |                                                 |                                                 |
| 24 de junio                                     |                                                 |                                                 |                                                 |                                                 |                                                 |                                                 |
| 25 de junio                                     |                                                 |                                                 |                                                 |                                                 |                                                 |                                                 |
| 26 de junio                                     |                                                 |                                                 |                                                 |                                                 |                                                 |                                                 |
| 27 de junio                                     |                                                 |                                                 |                                                 |                                                 |                                                 |                                                 |
| 28 de junio                                     |                                                 |                                                 |                                                 |                                                 |                                                 |                                                 |
| 29 de junio                                     |                                                 |                                                 |                                                 |                                                 |                                                 |                                                 |
| 30 de junio                                     |                                                 |                                                 |                                                 |                                                 |                                                 |                                                 |

## Coronavirus en San Joaquín

### Junio
| Coronavirus en SAN JOAQUIN durante junio de 2020 | Coronavirus en SAN JOAQUIN durante junio de 2020 | Coronavirus en SAN JOAQUIN durante junio de 2020 | Coronavirus en SAN JOAQUIN durante junio de 2020 | Coronavirus en SAN JOAQUIN durante junio de 2020 | Coronavirus en SAN JOAQUIN durante junio de 2020 | Coronavirus en SAN JOAQUIN durante junio de 2020 |
| Fecha                                            | Nuevos Casos                                     | TOTAL Casos Confirmados                          | Nuevos Fallecidos                                | TOTAL Fallecidos Confirmados                     | Nuevos Recuperados                               | TOTAL Recuperados Confirmados                    |
| ------------------------------------------------ | ------------------------------------------------ | ------------------------------------------------ | ------------------------------------------------ | ------------------------------------------------ | ------------------------------------------------ | ------------------------------------------------ |
| 1 de junio                                       |                                                  | '                                                |                                                  | '                                                |                                                  | '                                                |
| 2 de junio                                       |                                                  | '                                                |                                                  | '                                                |                                                  | '                                                |
| 3 de junio                                       |                                                  | '                                                |                                                  | '                                                |                                                  | '                                                |
| 4 de junio                                       |                                                  | '                                                |                                                  | '                                                |                                                  | '                                                |
| 5 de junio                                       |                                                  |                                                  |                                                  |                                                  |                                                  |                                                  |
| 6 de junio                                       |                                                  |                                                  |                                                  |                                                  |                                                  |                                                  |
| 7 de junio                                       |                                                  |                                                  |                                                  |                                                  |                                                  |                                                  |
| 8 de junio                                       |                                                  |                                                  |                                                  |                                                  |                                                  |                                                  |
| 9 de junio                                       |                                                  |                                                  |                                                  |                                                  |                                                  |                                                  |
| 10 de junio                                      |                                                  |                                                  |                                                  |                                                  |                                                  |                                                  |
| 11 de junio                                      |                                                  |                                                  |                                                  |                                                  |                                                  |                                                  |
| 12 de junio                                      |                                                  |                                                  |                                                  |                                                  |                                                  |                                                  |
| 13 de junio                                      |                                                  |                                                  |                                                  |                                                  |                                                  |                                                  |
| 14 de junio                                      |                                                  |                                                  |                                                  |                                                  |                                                  |                                                  |
| 15 de junio                                      |                                                  |                                                  |                                                  |                                                  |                                                  |                                                  |
| 16 de junio                                      |                                                  |                                                  |                                                  |                                                  |                                                  |                                                  |
| 17 de junio                                      |                                                  |                                                  |                                                  |                                                  |                                                  |                                                  |
| 18 de junio                                      |                                                  |                                                  |                                                  |                                                  |                                                  |                                                  |
| 19 de junio                                      |                                                  |                                                  |                                                  |                                                  |                                                  |                                                  |
| 20 de junio                                      |                                                  |                                                  |                                                  |                                                  |                                                  |                                                  |
| 21 de junio                                      |                                                  |                                                  |                                                  |                                                  |                                                  |                                                  |
| 22 de junio                                      |                                                  |                                                  |                                                  |                                                  |                                                  |                                                  |
| 23 de junio                                      |                                                  |                                                  |                                                  |                                                  |                                                  |                                                  |
| 24 de junio                                      |                                                  |                                                  |                                                  |                                                  |                                                  |                                                  |
| 25 de junio                                      |                                                  |                                                  |                                                  |                                                  |                                                  |                                                  |
| 26 de junio                                      |                                                  |                                                  |                                                  |                                                  |                                                  |                                                  |
| 27 de junio                                      |                                                  |                                                  |                                                  |                                                  |                                                  |                                                  |
| 28 de junio                                      |                                                  |                                                  |                                                  |                                                  |                                                  |                                                  |
| 29 de junio                                      |                                                  |                                                  |                                                  |                                                  |                                                  |                                                  |
| 30 de junio                                      |                                                  |                                                  |                                                  |                                                  |                                                  |                                                  |

## Coronavirus en Loreto

### Junio
| Coronavirus en LORETO durante junio de 2020 | Coronavirus en LORETO durante junio de 2020 | Coronavirus en LORETO durante junio de 2020 | Coronavirus en LORETO durante junio de 2020 | Coronavirus en LORETO durante junio de 2020 | Coronavirus en LORETO durante junio de 2020 | Coronavirus en LORETO durante junio de 2020 |
| Fecha                                       | Nuevos Casos                                | TOTAL Casos Confirmados                     | Nuevos Fallecidos                           | TOTAL Fallecidos Confirmados                | Nuevos Recuperados                          | TOTAL Recuperados Confirmados               |
| ------------------------------------------- | ------------------------------------------- | ------------------------------------------- | ------------------------------------------- | ------------------------------------------- | ------------------------------------------- | ------------------------------------------- |
| 3 de junio                                  |                                             | '                                           |                                             | '                                           |                                             | '                                           |
| 4 de junio                                  |                                             | '                                           |                                             | '                                           |                                             | '                                           |
| 5 de junio                                  |                                             |                                             |                                             |                                             |                                             |                                             |
| 6 de junio                                  |                                             |                                             |                                             |                                             |                                             |                                             |
| 7 de junio                                  |                                             |                                             |                                             |                                             |                                             |                                             |
| 8 de junio                                  |                                             |                                             |                                             |                                             |                                             |                                             |
| 9 de junio                                  |                                             |                                             |                                             |                                             |                                             |                                             |
| 10 de junio                                 |                                             |                                             |                                             |                                             |                                             |                                             |
| 11 de junio                                 |                                             |                                             |                                             |                                             |                                             |                                             |
| 12 de junio                                 |                                             |                                             |                                             |                                             |                                             |                                             |
| 13 de junio                                 |                                             |                                             |                                             |                                             |                                             |                                             |
| 14 de junio                                 |                                             |                                             |                                             |                                             |                                             |                                             |
| 15 de junio                                 |                                             |                                             |                                             |                                             |                                             |                                             |
| 16 de junio                                 |                                             |                                             |                                             |                                             |                                             |                                             |
| 17 de junio                                 |                                             |                                             |                                             |                                             |                                             |                                             |
| 18 de junio                                 |                                             |                                             |                                             |                                             |                                             |                                             |
| 19 de junio                                 |                                             |                                             |                                             |                                             |                                             |                                             |
| 20 de junio                                 |                                             |                                             |                                             |                                             |                                             |                                             |
| 21 de junio                                 |                                             |                                             |                                             |                                             |                                             |                                             |
| 22 de junio                                 |                                             |                                             |                                             |                                             |                                             |                                             |
| 23 de junio                                 |                                             |                                             |                                             |                                             |                                             |                                             |
| 24 de junio                                 |                                             |                                             |                                             |                                             |                                             |                                             |
| 25 de junio                                 |                                             |                                             |                                             |                                             |                                             |                                             |
| 26 de junio                                 |                                             |                                             |                                             |                                             |                                             |                                             |
| 27 de junio                                 |                                             |                                             |                                             |                                             |                                             |                                             |
| 28 de junio                                 |                                             |                                             |                                             |                                             |                                             |                                             |
| 29 de junio                                 |                                             |                                             |                                             |                                             |                                             |                                             |
| 30 de junio                                 |                                             |                                             |                                             |                                             |                                             |                                             |